# 北京2020吉普

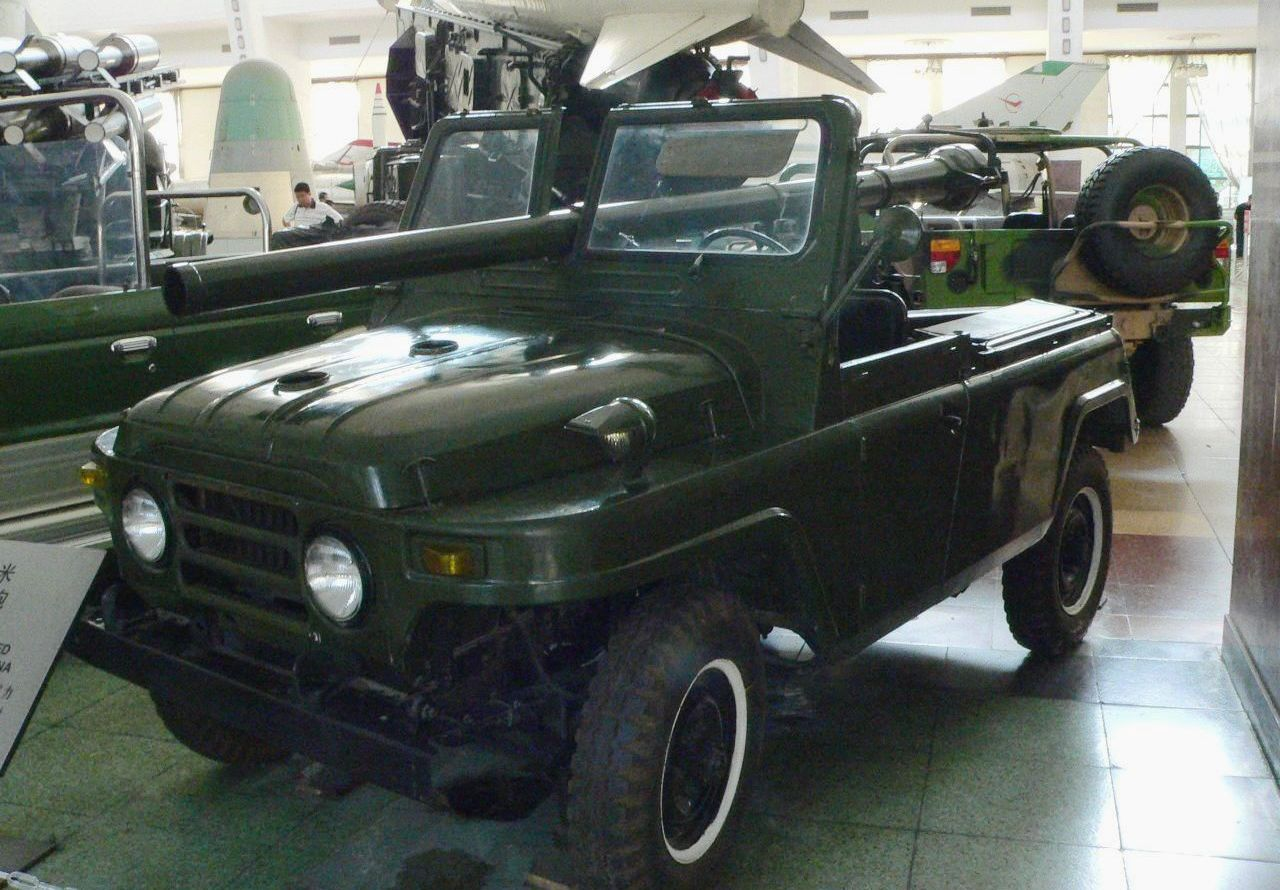
車後載著無後座力炮的中國解放軍北京2020吉普

北京2020吉普是中国北京汽车制造厂有限公司制造的越野吉普车。
2020吉普的前身是北京212吉普车，1988年北京吉普汽车有限公司对212吉普车进行了技术升级，生产出北京2020吉普。
2020吉普的发动机为BJ492发动机，排气量2.45，每百公里耗油12升。
2004年，由于不符合中国汽车尾气排放要求，北京吉普汽车有限公司宣布停止生产2020系列吉普车。

## 2020吉普系列
BJ2020N：BJ2020N、BJ2020NA、BJ2020NJ(军用型号)、BJ2020NAJ(军用型号)。
BJ2020S：BJ2020S、BJ2020SA、BJ2020SAJ(军用型号)、BJ2020SG、BJ2Q20SJ(军用型号)、BJ2020ST。
BJ2020V：BJ2020VA、BJ2020VB、BJ2020VE、BJ2020VT。